# Національний музей (Познань)
Познанський національний музей (пол. Muzeum Narodowe w Poznaniu) — державний художній музей, один із найбільших і найдавніших музеїв у Польщі.
Заснований у 1857 році як Музей польських і слов'янських старожитностей у Великому князівстві Познанському. Незалежно від цього, у 1894 році було створено перший німецький музей у Познані під назвою Познанський провінційний музей, який 1902 року перейменували на Музей імператора Фрідріха III. У 1904 році цей музей переїхав у будинок на Площі Вільгейма (нинішня Площа Свободи), який спеціально спроектував для виставкових цілей Карл Гінкельдейн і де нині міститься Галерея живопису і скульптури Познанського національного музею. Після здобуття Польщею незалежності музей відновлено у цьому будинку 18 квітня 1919 року як Великопольський музей у Познані. Із 1950 року музей має теперішню назву. У 2005 році його внесено у Державний реєстр музеїв за № 80.
Нинішній музей виник шляхом поєднання кількох різних у часі колекцій. Зберігає багату колекцію польського живопису від 16 століття по наш час та зібрання зарубіжного (італійського, іспанського, голландського і німецького) малярства. У музеї міститься також нумізматична колекція та галерея декоративно-ужиткового мистецтва.